# عشق البارود (فلم)
عشق البارود هو فيلم تلفزيوني مغربي من إخراج محمد نصرات سنة 2009، وبطولة كل من يوسف بريطل، محمد خيي، ياسمينة بناني، سعيد عامل، فاطمة هراندي، مراد الزاوي، وآخرون.

## القصة
الحكاية صراع اجتماعي بين الشاب عمر الملقب ب «ولد الخادم» وشخصية «عزام» أحد أبناء الأعيان الأثرياء، ويتمثل على الخصوص في المواجهة التي ستجمع الشخصين الاثنين في مباراة الفروسية التقليدية المعروفة ب"التبوريدة"، لتتطور هذه المنافسة الظاهرة إلى تنافس من نوع آخر خفي لكنه هو الحقيقي والمتجسد في حب فتاة أحلام عمر.

## روابط خارجية
- عشق البارود على موقع قناة الأولى